# ماری بویمر
ماری بویمر (آلمانی: Marie Bäumer؛ زادهٔ ۷ مهٔ ۱۹۶۹) یک هنرپیشه اهل آلمان است.
از فیلم‌ها یا برنامه‌های تلویزیونی که وی در آنها نقش داشته‌است می‌توان به جاعلان، ۱۰ ثانیه، لوئیزا سانفلیچه، ناپلئون و رستاخیز اشاره کرد.